# Lucas Halter
Lucas Halter (Salto, 2 mei 2000) is een Braziliaanse voetballer die doorgaans als verdediger speelt. Hij stroomde in 2019 door vanuit de jeugd van Athletico Paranaense.

## Carrière
Halter stroomde door vanuit de jeugd van Athletico Paranaense. Hiervoor debuteerde hij op 19 mei 2019 in het eerste elftal, in een met 0–2 verloren wedstrijd in de Série A thuis tegen Corinthians. Coach Tiago Nunes gunde hem die dag een basisplaats als linker centrale verdediger en liet hem de hele wedstrijd spelen.

## Clubstatistieken
| Seizoen     | Club                 | Competitie  | Competitie | Competitie | Beker | Beker | Internationaal | Internationaal | Totaal | Totaal |
| Seizoen     | Club                 | Competitie  | Wed.       | Dlp.       | Wed.  | Dlp.  | Wed.           | Dlp.           | Wed.   | Dlp.   |
| ----------- | -------------------- | ----------- | ---------- | ---------- | ----- | ----- | -------------- | -------------- | ------ | ------ |
| 2019        | Athletico Paranaense | Série A     | 9          | 0          | 4     | 0     | –              | –              | 13     | 0      |
| Club totaal | Club totaal          | Club totaal | 9          | 0          | 4     | 0     | 0              | 0              | 13     | 0      |

Bijgewerkt t/m 3 januari 2020

## Interlandcarrière
Halter was van 2016 tot en met 2017 basisspeler van Brazilië –17. Daarmee won hij het Zuid-Amerikaans kampioenschap –17 van 2017 en werd hij derde op het WK –17 van 2017.

## Erelijst
| Zuid-Amerikaans kampioen –17 | 1x | 2017 |